# おしゃれ泥棒 (ゲーム)
おしゃれ泥棒（おしゃれどろぼう）は、ニジボックスによる日本のソーシャルゲーム。2010年10月にリリースされた（リリース時点では、
ニジボックスの前身であるリクルートメディアテクノロジーラボの提供）。

## 概要
主人公の女性キャラクターが、他のキャラクターの服を借りてアルバイトをおこない、報酬（カラン）を得て新たな服を購入するというストーリーである。他のキャラクターの服は「無断借用」であり、アルバイトを終える前に相手に発覚した場合は、服を取り返され、報酬も得られない。主人公キャラクターは、プレイヤーがアバターで設定する。